# Magical Chase
Magical Chase é um shooter horizontal produzido pela Quest e lançado em 1991 para o console Turbografx 16.
O jogo conta a história de Ripple, uma aprendiz de feiticeira que, certo dia, quebra uma das leis cardinais do "Código das Bruxas" ao olhar o Livro Proibido do Demônio, liberando acidentalmente seis bestas que se espalharam pelo mundo. Ripple pega a varinha mágica e parte em busca das bestas para selá-los por completo. 
O jogo oferece três níveis de dificuldade, mas no nível fácil só pode jogar 3 fases. As músicas foram compostas por Hitoshi Sakimoto. O jogo foi lançado nos EUA em 1993, já na fase final do Turbografx 16, fazendo com que o jogo seja um dos mais difíceis de encontrar no mercado. Em 2000, foi relançado apenas no Japão para o Game Boy Color sob o título Magical Chase GB.